# Гарленд, Одри
Одри Джин Гарленд (в замужестве — Рэй; англ. Audrey Jean Garland (Wray); 24 декабря 1912, Портидж-ла-Прери — 4 февраля 1969, Делрей-Бич, Флорида) — канадская фигуристка, выступавшая в парном катании. Участница зимних Олимпийских игр 1936 года.

## Биография
Одри Гарленд родилась 24 декабря 1912 года в канадском городе Портидж-ла-Прери.
Выступала в соревнованиях по фигурному катанию за Виннипегский клуб зимних видов спорта. В 1929 году выиграла юниорское первенство Канады в парном катании. С 1930 года начала выступать в паре с Фрейзером Свитманом, с которым в 1934 году снова победила на юниорском первенстве страны.
В 1935 году впервые выступили на взрослом чемпионате Канады и завоевали серебро.
В 1936 году вошла в состав сборной Канады на зимних Олимпийских играх в Гармиш-Партенкирхене. В парном катании вместе с Фрейзером Свитманом заняли 12-е место.
В конце 1936 года перешла в профессионалы и стала работать тренером в Квебекском клубе зимних видов спорта.
Умерла 4 февраля 1969 года в американском городе Делрей-Бич.

## Семья
Муж — Ларри Рэй, офицер канадских ВВС. Поженились до 1944 года.